# Alcir de Oliveira Fonseca
Alcir de Oliveira Fonseca, mais conhecido simplesmente como Alcir (São Pedro da Aldeia, 14 de novembro de 1977), é um ex-futebolista brasileiro que atuava como lateral-direito.

## Carreira
Alcir se profissionalizou pelo Atlético Mineiro, em 1995.
Participou também do Campeonato Mundial de Futebol Sub-20 de 1995 pela Seleção Brasileira, que terminou com o vice-campeonato.
No ano seguinte, atuou pelo Flamengo, onde foi campeão estadual.
Pelo Juventude, foi campeão da Copa do Brasil em 1999.
No início de 2004, foi contratado pelo Paraná Clube.

## Títulos
Atlético-MG
- Copa Conmebol - 1997
- Campeonato Mineiro: 1995[6]

Flamengo
- Campeonato Carioca: 1996[2][6]
- Taça Rio: 1996[2]
- Taça Guanabara: 1996[2]
- Copa Ouro Sul-Americana: 1996

Juventude
- Copa do Brasil: 1999[4]

Soeongnam
- Campeonato Sul-Coreano:2001,2002

Parana
- Copa Vila Velha: 2004
- Torneio Quadrangular de Tangua da Serra: 2004

America-MG
- Taça Minas Gerais: 2005